# Scottish Cup 1898-99
Scottish Football Association Challenge Cup 1898–99 var den 26. udgave af Scottish Football Association Challenge Cup, nutildags bedre kendt som Scottish Cup. Første runde blev spillet den 14. januar 1899, og turneringen blev afsluttet den 22. april 1899, hvor Celtic FC vandt finalen over Rangers FC med 2-0. Sejren var Celtic FC's anden i turneringens historie.

## Resultater

### Celtic FC's vej til sejren
| Runde        | Dato  | Kamp                                         | Res. |
| ------------ | ----- | -------------------------------------------- | ---- |
| Første runde | 14.1. | 6th Galloway Rifle Volunteers FC – Celtic FC | 0–8  |
| Anden runde  | 4.2.  | Celtic FC – St. Bernard's FC                 | 3–0  |
| Kvartfinale  | 25.2. | Celtic FC – Queen's Park FC                  | 2–1  |
| Semifinale   | 11.3. | Celtic FC – Port Glasgow Athletic FC         | 4–2  |
| Finale       | 22.4. | Celtic FC – Rangers FC                       | 2–0  |

### Første runde
| Dato   | Kamp                                            | Res. |
| ------ | ----------------------------------------------- | ---- |
| 14.1.  | 6th Galloway Rifle Volunteers FC – Celtic FC    | 1–8  |
| 14.1.  | Airdrieonians FC – Arbroath FC                  | 3–3  |
| 14.1.  | Ayr Parkhouse FC – Dundee FC                    | 3–1  |
| 14.1.  | Bo'ness FC – St. Bernard's FC                   | 3–3  |
| 14.1.  | Clyde F.C. – Wishaw Thistle FC                  | 3–0  |
| 14.1.  | East Stirlingshire FC – Dumbarton FC            | 4–1  |
| 14.1.  | Forfar Athletic FC – West Calder Swifts FC      | 4–5  |
| 14.1.  | Hibernian FC – Royal Albert FC                  | 2–1  |
| 14.1.  | Morton FC – Annbank FC                          | 3–1  |
| 14.1.  | Orion FC – Kilmarnock FC                        | 0–2  |
| 14.1.  | Partick Thistle FC – Irvine FC                  | 5–0  |
| 14.1.  | Port Glasgow Athletic FC – Renton FC            | 3–2  |
| 14.1.  | Queen's Park FC – Kilsyth Wanderers FC          | 4–0  |
| 14.1.  | Rangers FC – Heart of Midlothian FC             | 4–1  |
| 14.1.  | St. Mirren FC – Leith Athletic FC               | 7–1  |
| 14.1.  | Third Lanark Rifle Volunteers FC – Arthurlie FC | 4–1  |
| Omkamp |                                                 |      |
| 21.1.  | Arbroath FC – Airdrieonians FC                  | 3–2  |
| 21.1.  | St. Bernard's FC – Bo'ness FC                   | 4–2  |

### Anden runde
Seksten hold spillede om otte pladser i kvartfinalerne.
| Dato         | Kamp                                             | Res. |
| ------------ | ------------------------------------------------ | ---- |
| 4.2.         | Celtic FC – St. Bernard's FC                     | 3–0  |
| 4.2.         | Clyde F.C. – Arbroath FC                         | 3–1  |
| 4.2.         | Port Glasgow Athletic FC – West Calder Swifts FC | 3–1  |
| 11.2.        | Ayr Parkhouse FC – Rangers FC                    | 1–4  |
| 11.2.        | East Stirlingshire FC – Kilmarnock FC            | 1–1  |
| 11.2.        | Partick Thistle FC – Morton FC                   | 2–2  |
| 11.2.        | Queen's Park FC – Hibernian FC                   | 5–1  |
| 11.2.        | St. Mirren FC – Third Lanark Rifle Volunteers FC | 2–1  |
| Omkampe      |                                                  |      |
| 18.2.        | Kilmarnock FC – East Stirlingshire FC            | 0–0  |
| 18.2.        | Morton FC – Partick Thistle FC                   | 1–2  |
| Anden omkamp |                                                  |      |
| 25.2.        | Kilmarnock FC – East Stirlingshire FC            | 4–2  |

### Kvartfinaler
I kvartfinalerne spillede de otte vindere fra ottendedelsfinalerne om fire pladser i semifinalerne.
| Dato  | Kamp                                          | Res. |
| ----- | --------------------------------------------- | ---- |
| 18.2. | Rangers FC – Clyde F.C.                       | 4–0  |
| 25.2. | Celtic FC – Queen's Park FC                   | 2–1  |
| 25.2. | Port Glasgow Athletic FC – Partick Thistle FC | 7–3  |
| 11.3. | Kilmarnock FC – St. Mirren FC                 | 1–2  |

### Semifinaler
| Dato  | Kamp                                 | Res. | Spillested           |
| ----- | ------------------------------------ | ---- | -------------------- |
| 11.3. | Celtic FC – Port Glasgow Athletic FC | 4–2  | Celtic Park, Glasgow |
| 15.4. | St. Mirren FC – Rangers FC           | 1–2  | Love Street, Paisley |

### Finale
| Dato  | Kamp                   | Res. | Tilskuere | Spillested                |
| ----- | ---------------------- | ---- | --------- | ------------------------- |
| 22.4. | Celtic FC – Rangers FC | 2–0  | 25.000    | 2nd Hampden Park, Glasgow |